# 桓彝
桓彝（276年—328年），字茂倫，譙國龍亢人。東漢五更桓榮的九世孫。父桓顥，官至郎中。桓彝在東晉曾任散騎常侍、宣城內史等職，在蘇峻之亂中拒降戰死。兒子桓溫為東晉著名的權臣，孫兒桓玄曾篡奪皇位，幾乎覆滅東晉。

## 生平
桓彝年少就喪父，家境貧寒，但安貧樂道。性格曠達開朗，年紀輕輕已獲得很高名聲，並有鑒人之才。年輕時就与庾亮深交、周顗所器重。晉惠帝時為州主簿，拜騎都尉。後隨時任安東將軍的晉元帝南渡，任逡遒縣令。不久任丞相中兵屬，累迁中书郎、尚书吏部郎，有名於朝廷。
王敦之亂以後，王敦擊敗朝廷軍隊並執掌朝政，疑忌一眾有名望的士族，桓彝因而稱病辭職。及至太寧二年（324年），晉明帝快將討伐王敦時，桓彝受命為散騎常侍，參與機密謀略。王敦之亂平定後，獲封萬寧男。及後出任宣城内史，任內亦有德政，受百姓愛戴。
咸和二年（327年），蘇峻聯合祖約以討庾亮為名起兵叛亂。桓彝知道後，徵集義兵，打算助朝廷討伐蘇峻。但長史裨惠以宣城郡的兵眾少而戰鬥力弱，而且居於附近山野的外族常侵擾，建議桓彝不要現在就舉兵支援朝廷，待日後時機適當才舉兵。但桓彝厲聲拒絕。桓彝及後便派將軍朱綽到蕪湖討伐蘇峻一支偏軍，並成功擊破。桓彝不久就領兵到石硊，此時朝廷所派守慈湖的司馬流被蘇峻軍將領韓晃領兵擊敗，敵軍因而長驅直進，並於蕪湖擊敗桓彝。桓彝見宣城郡沒有可作堅守的城，於是退守廣德。

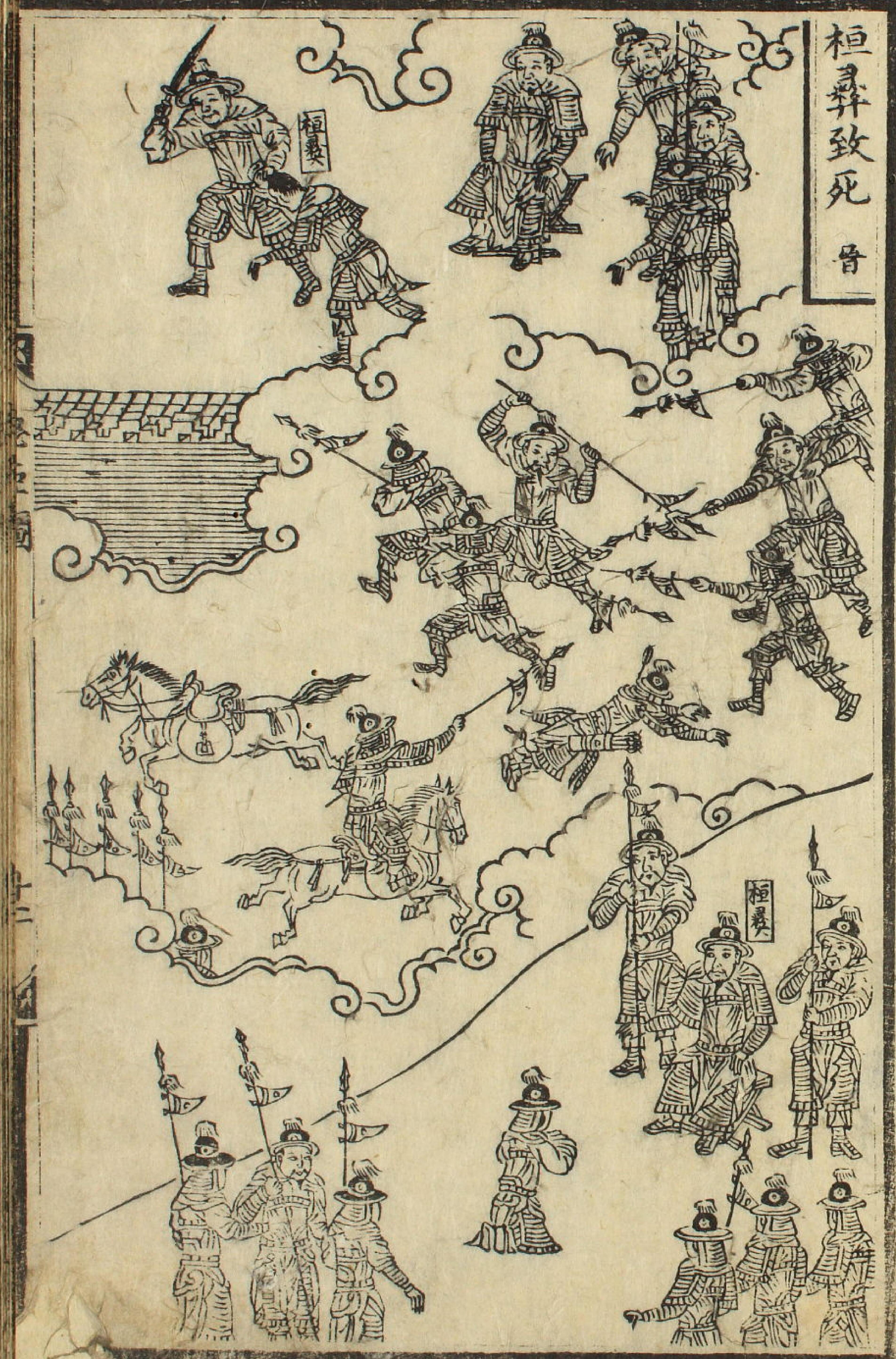
桓彝致死

次年，蘇峻領兵攻破建康，專掌朝政。桓彝知道後慷慨流涕，並進屯涇縣。當時裨惠以附近州郡大部份都投降蘇峻為由，勸桓彝假意投降，免被攻打。但桓彝拒絕與蘇峻通和，後更遣將軍俞縱守蘭石。蘇峻及後派韓晃進攻俞縱，俞縱力戰而死。韓晃及後進擊桓彝，桓彝唯有據守城池，但顯得勢孤力弱。圍困的蘇峻軍曾向桓彝勸降，而桓彝部將亦勸他假意投降，後再另策圖謀，但桓彝都堅拒投降，最終於當年六月被韓晃攻破城池，桓彝被俘殺，時年五十三。當時桓彝諸子都因逃命而不能治喪，桓彝的喪事就由一位叫紀世和的宣城人處理。
咸和四年（329年），蘇峻之亂平定，朝廷向桓彝追贈廷尉，諡簡。後於咸安年間改贈太常。

## 子孫

### 子
- 桓溫，東晉權臣，曾三度北伐和平滅成漢，官至大司馬。
- 桓雲，襲爵，官至江州刺史。
- 桓豁，東晉將領，官至征西大將軍。
- 桓祕，官至輔國將軍、宣城內史。桓溫臨死時與桓溫子桓熙和桓濟合謀殺死將接掌桓溫兵眾的桓沖。事敗後被朝廷棄用。
- 桓沖，桓彝幼子，有武幹，受桓溫器重。官至車騎將軍。

### 孫
- 桓熙，桓溫長子，初被立為世子，但因才能不高，桓溫將兵眾都交給桓沖。桓溫臨死時曾與桓濟和桓祕謀殺桓沖，失敗後被徙至長沙。
- 桓濟，與桓熙謀殺桓沖失敗，被徙至長沙。
- 桓歆，封臨賀公。
- 桓禕，愚笨，五榖不分。
- 桓偉，東晉將領，官至安西將軍、領南蠻校尉、荊州刺史、使持節督荊益寧秦梁五州諸軍事。
- 桓玄，桓溫幼子，襲桓溫爵。東晉官至相國，後篡位建立桓楚。最終被劉裕所主持的討伐軍擊敗並被殺。
- 桓序，桓雲子，宣城內史。
- 桓石虔，桓豁子，東晉將領。
- 桓石秀，桓豁子，博覽群書，喜好老莊，不貪榮譽爵位，亦擅長騎射。
- 桓石民，桓豁子，東晉將領。曾派兵擊殺苻丕。
- 桓石生，桓豁子，東晉官員。
- 桓石綏，桓豁子，東晉官員，後投桓玄。桓玄敗死後被殺。
- 桓石康，桓豁子，東晉將領。
- 桓蔚，桓祕子，散騎常侍、游擊將軍。
- 桓嗣，桓沖子，官至江州刺史。
- 桓謙，桓沖子，受桓玄倚重。桓玄敗死後投奔姚興，後被殺。
- 桓脩，桓沖子，東晉將領，官至右將軍。桓玄篡位後任撫軍大將軍。後被劉裕主持的討伐軍殺害。
- 桓崇，桓沖子。
- 桓弘，桓沖子。
- 桓羨，桓沖子。
- 桓怡，桓沖子。

## 資料來源
1. ↑  《艺文类聚》卷六引《晋中兴书》：“（桓彝）年在弱冠，便有知人之鉴。”而《晉書》亦有他結識並在日後向庾亮舉薦徐寧的事跡，而徐寧最終都身居顯位。

## 延伸阅读
[在维基数据编辑]
 《晉書·卷074》，出自房玄齡《晉書》